# Embden (Maine)
Embden ist eine Town im Somerset County des Bundesstaates Maine in den Vereinigten Staaten. Im Jahr 2020 lebten dort 902 Einwohner in 872 Haushalten auf einer Fläche von 112,64 km².

## Geographie
Nach dem United States Census Bureau hat Embden eine Gesamtfläche von 112,64 km², von der 102,51 km² Land sind und 10,13 km² aus Gewässern bestehen.

### Geographische Lage
Embden liegt im Süden des Somerset Countys. Der in südliche Richtung fließende Kennebec River bildet die östliche Grenze des Gebietes. Durch den Südwesten fließt der Carrabassett River. Auf dem Gebiet der Town befinden sich mehrere Seen. Der größte ist der zentral gelegene Embden Pond. Nordwestlich von diesem befindet sich der Hancock Pond und südöstlich vom Embden Pond die Seen Sandy Pond und Fahl Pond. Die Oberfläche ist leicht hügelig, der 405 m hohe Black Hill ist die höchste Erhebung in der Town.

### Nachbargemeinden
Alle Entfernungen sind als Luftlinien zwischen den offiziellen Koordinaten der Orte aus der Volkszählung 2010 angegeben.
- Norden: Central Somerset, Unorganized Territory, 10,7 km
- Nordosten: Bingham, 14,6 km
- Osten: Solon, 10,0 km
- Südosten: Madison, 15,2 km
- Süden: Anson, 10,3 km
- Westen: New Portland, 11,2 km
- Nordwesten: Pittsfield, 10,4 km

### Stadtgliederung
In Embden gibt es drei Siedlungsgebiete: Bates, Embden und Embden Center.

### Klima
Die mittlere Durchschnittstemperatur in Embden liegt zwischen −11,1 °C (12 °F) im Januar und 20,0 °C (68 °F) im Juli. Damit ist der Ort gegenüber dem langjährigen Mittel der USA um etwa 9 Grad kühler. Die Schneefälle zwischen Oktober und Mai liegen mit bis zu zweieinhalb Metern mehr als doppelt so hoch wie die mittlere Schneehöhe in den USA; die tägliche Sonnenscheindauer liegt am unteren Rand des Wertespektrums der USA.

## Geschichte
Als Town wurde Embden am 22. Juni 1804 organisiert. Zuvor war das Gebiet als Township No. 1, Second Range North of Plymouth Claim, West of Kennebec River (T1 R2 NPC WKR) vermessen worden. Spätere Namen der Ansiedlungen waren Queenstown, Greenstown, Greenfield und Titcombtown.
Erste Siedler erreichten das Gebiet in den 1770er Jahren. Sie ließen sich am Kennebec River sowie am Embden Pond nieder. Der Ausfluss des Sees diente zum Betrieb von Sägemühlen und einer Schrotmühle. Heute gibt es am See eine Fischzucht, zudem wird der See hauptsächlich für Freizeitaktivitäten genutzt.

### Einwohnerentwicklung
| Volkszählungsergebnisse – Town of Embden, Maine | Volkszählungsergebnisse – Town of Embden, Maine | Volkszählungsergebnisse – Town of Embden, Maine | Volkszählungsergebnisse – Town of Embden, Maine | Volkszählungsergebnisse – Town of Embden, Maine | Volkszählungsergebnisse – Town of Embden, Maine | Volkszählungsergebnisse – Town of Embden, Maine | Volkszählungsergebnisse – Town of Embden, Maine | Volkszählungsergebnisse – Town of Embden, Maine | Volkszählungsergebnisse – Town of Embden, Maine | Volkszählungsergebnisse – Town of Embden, Maine |
| Jahr                                            | 1800                                            | 1810                                            | 1820                                            | 1830                                            | 1840                                            | 1850                                            | 1860                                            | 1870                                            | 1880                                            | 1890                                            |
| ----------------------------------------------- | ----------------------------------------------- | ----------------------------------------------- | ----------------------------------------------- | ----------------------------------------------- | ----------------------------------------------- | ----------------------------------------------- | ----------------------------------------------- | ----------------------------------------------- | ----------------------------------------------- | ----------------------------------------------- |
| Einwohner                                       |                                                 | 351                                             | 664                                             | 894                                             | 983                                             | 971                                             | 1041                                            | 803                                             | 674                                             | 579                                             |
| Jahr                                            | 1900                                            | 1910                                            | 1920                                            | 1930                                            | 1940                                            | 1950                                            | 1960                                            | 1970                                            | 1980                                            | 1990                                            |
| Einwohner                                       | 567                                             | 529                                             | 475                                             | 393                                             | 319                                             | 303                                             | 321                                             | 418                                             | 536                                             | 659                                             |
| Jahr                                            | 2000                                            | 2010                                            | 2020                                            | 2030                                            | 2040                                            | 2050                                            | 2060                                            | 2070                                            | 2080                                            | 2090                                            |
| Einwohner                                       | 881                                             | 939                                             | 902                                             |                                                 |                                                 |                                                 |                                                 |                                                 |                                                 |                                                 |

## Kultur und Sehenswürdigkeiten

### Bauwerke
In Embden wurden mehrere Bauwerke und ein District unter Denkmalschutz gestellt und ins National Register of Historic Places aufgenommen.
- Concord Haven, 1992 unter der Register-Nr. 92001297.[10]
- Embden Town House, 1989 unter der Register-Nr. 89001704.[11]
- Hodgdon Site, 1980 unter der Register-Nr. 80000253.[12]

## Wirtschaft und Infrastruktur

### Verkehr
Durch Embden verläuft die Maine State Route 16 in nordsüdlicher Richtung entlang der östlichen Grenze der Town parallel zum Kennebec River sowie im Südwesten entlang des Carrabassett Rivers.

### Öffentliche Einrichtungen
Es gibt keine medizinischen Einrichtungen in Embden. Die nächstgelegenen befinden sich in Bingham und Madison.
Embden besitzt keine eigene Bücherei. Die nächstgelegenen befinden sich in New Portland, Solon und Madison.

### Bildung
Embden gehört mit Anson, New Portland, Solon und Jobs zum RSU #74 School District.
Im Schulbezirk werden mehrere Schulen angeboten:
- Solon Elementary School in Solon, Pre-Kindergarten bis zur 5. Schulklasse
- Garret Schenck Elementary School in Anson, mit Schulklassen von Pre-Kindergarten bis 5. Schuljahr
- Carrabec Community School in North Anson, mit Schulklassen von Kindergarten bis 8. Schuljahr
- Carrabec High School in North Anson, mit den Schulklassen 9 bis 12